# Богарт, Хамфри
Ха́мфри Дефо́рест Бо́гарт (англ. Humphrey DeForest Bogart; 25 декабря 1899, Нью-Йорк, США — 14 января 1957, Лос-Анджелес, США) — американский киноактёр. Американский институт киноискусства назвал Богарта лучшим актёром в истории американского кино.
Сменив несколько занятий, в 1921 году Богарт стал актёром, и в 1920-х—1930-х годах участвовал в бродвейских постановках. Когда случился биржевой крах 1929 года, Богарт пришёл в кино. Его первым большим успехом стала роль в фильме «Окаменелый лес» (1936), после которой он снимался в гангстерских фильмах, включая «Ангелы с грязными лицами» (1938), и в фильмах категории B, вроде «Возвращение доктора Икс» (1939).
Перелом в карьере наступил в 1941 году с выходом «Высокой Сьерры» и «Мальтийского сокола». «Касабланка» стала вершиной его карьеры и закрепила его кинообраз циника, который в конце концов раскрывает своё благородство. Затем последовали другие успешные картины, в том числе «Иметь и не иметь» (1944), «Глубокий сон», «Чёрная полоса» (1947) и «Ки-Ларго» (1948), в которых он снимался вместе с Лорен Бэколл; «Сокровища Сьерра-Мадре» (1948); «Африканская королева» (1951), принёсшая ему премию «Оскар»; «Сабрина» и «Бунт на „Кейне“» (1954).
Последним появлением на экране стал фильм «Тем тяжелее падение» (1956). Всего за свою почти 30-летнюю кинокарьеру Богарт появился в 75 полнометражных фильмах.

## Ранняя биография
Хамфри Богарт родился 25 декабря 1899 года в Нью-Йорке, в семье Белмонта ДеФореста Богарта (июль 1867, Уоткинс Глен — 8 сентября 1934, Нью-Йорк) и Мод Хамфри (1868—1940). Белмонт и Мод поженились в июне 1898 года. Отец Богарта был пресвитерианцем, а мать принадлежала к Епископальной церкви. Богарт воспитывался в религии своей матери.
День рождения Богарта был предметом дискуссий. Считалось, что дата 25 декабря 1899 года (праздник Рождества) была легендой, созданной компанией «Warner Bros.» для романтизации образа, и что настоящая дата рождения — 23 января 1899 года. Сейчас эти сомнения признаны безосновательными. Хотя свидетельство о рождении не было найдено, о рождении Богарта упоминала нью-йоркская газета в начале января 1900 года, это подтверждает и перепись 1900 года. Последняя жена Богарта — актриса Лорен Бэколл всегда настаивала на дате 25 декабря.

### Детство
Отец Богарта был хирургом, который специализировался на операциях на сердце и лёгких. Мать была рекламным иллюстратором, она училась в Нью-Йорке и во Франции, в том числе в студии Джеймса Уистлера, а позднее стала главным художником в женском журнале «The Delineator». Она была воинствующей суфражисткой. Она рисовала маленького Хамфри и один из рисунков использовала в известной в то время рекламной кампании детского питания Mellin’s (англ. Mellin's Food For Infants and Invalids). В лучшие годы она зарабатывала 50 тысяч долларов в год, а её муж — только 20 тысяч. Богарты жили в Нью-Йорке, в фешенебельных апартаментах квартала Помандер-Уок в верхнем Вестсайде, а также имели изящный коттедж и 55 акров земли на севере штата Нью-Йорк на озере Канандейгуа-Лейк.
Хамфри был старшим из троих детей, у него было две сестры — Фрэнсис и Кэтрин Элизабет (Кей). Родители были чопорны, заняты каждый своей карьерой и часто ссорились — детям доставалось не много душевной теплоты. Богарт рассказывал:
Моё воспитание не изобиловало сантиментами, но было исполнено прямодушия. Поцелуй в нашей семье был событием. С моими сёстрами и со мной мать с отцом не миндальничали.Оригинальный текст (англ.)I was brought up very unsentimentally but very straightforwardly. A kiss, in our family, was an event. Our mother and father didn't glug over my two sisters and me.
В детстве Богарта дразнили за кудри, за опрятность, за «милые» портреты, которые рисовала с него мать, за одежду в стиле «Маленького лорда Фонтлероя» и за имя Хамфри. От своего отца Богарт унаследовал язвительность, увлечение рыбалкой, любовь к парусникам и страсть к волевым женщинам.

### Образование
Богарты учили своего сына в частных школах. Он был посредственным, нелюдимым ребёнком, который не интересовался внешкольной работой. Благодаря родительским связям он был принят в престижную Академию Филлипса. Родители надеялись, что он поступит в Йельский университет, но в 1918 году Богарта исключили.
Подробности исключения неясны. По одной версии, его исключили за то, что он бросил директора школы (или садовника) в пруд. По другой — за курение и распитие спиртных напитков и за общую неуспеваемость. Возможно, он ушёл сам. Во всяком случае, его родители были обескуражены тем, что их планы на будущее сына провалились.

### Служба на флоте
Весной 1918 года, не имея никаких возможностей для выбора карьеры, Богарт поддался своей любви к морю и завербовался в Военно-морские силы США. Позднее он вспоминал: 
В восемнадцать война была забавой. Париж! Французские девушки! Чертовски горячие!Оригинальный текст (англ.)At eighteen, war was great stuff. Paris! French girls! Hot damn!
Богарт служил на судах, перевозивших солдат из Европы после Компьенского перемирия, и считался образцовым матросом.

#### Шрам
Возможно, во время морской службы у Богарта появился его шрам, приведший к характерной шепелявости, хотя подлинные обстоятельства неясны. По одной версии, при обстреле корабля «Левиафан» его губа была повреждена осколком шрапнели, хотя некоторые утверждают, что он не выходил в море до подписания Компьенского перемирия. По другой версии, которую поддерживал друг Богарта, писатель Натаниель Бенчли, Богарт был ранен во время транспортировки заключённого в военную тюрьму Портсмут. Заключённый попросил у Богарта закурить, а пока тот искал спички, ударил его по лицу кулаками, повредив губу, и сбежал. В конце концов, заключённый был пойман. Согласно книге Дарвина Портера «Humphrey Bogart: The Early Years», шрам появился после ссоры с отцом.
К тому моменту, когда Богарт попал к врачу, шрам уже сформировался. Богарт позднее рассказывал актёру Дэвиду Нивену: «Чёртов доктор вместо того, чтобы зашить его, всё испортил» (В оригинале также присутствует игра слов: Goddamn doctor instead of stitching it up, he screwed it up). Нивен говорит, что на вопрос о шраме Богарт ответил ему, что это результат несчастного случая в детстве. Нивен утверждает, что истории о том, что шрам появился во время войны, были придуманы киностудиями. Но в описаниях Богарта, относящихся к послевоенным годам, шрам не упоминается, так что, возможно, он появился позднее. Когда актриса Луиза Брукс встретила Богарта в 1924 году, у него был шрам на верхней губе, который Белмонт мог частично залечить до того, как Богарт пришёл в кино. Она утверждает, что шрам никак не влиял на его речь.

## Ранняя карьера
Когда Богарт вернулся домой, он обнаружил, что его отец болен, его медицинская практика расстроена, и он потерял много денег, вложив их в заготовку леса. Во время службы Богарт привык к независимости от семьи. Он протестовал против лжи и снобизма, не признавал ничью власть, нарушал обычные рамки приличия. Эти черты он передаст и своим киноперсонажам. С другой стороны, он сохранял хорошие манеры и речь, пунктуальность и неприязнь к прикосновениям других людей.
Богарт работал грузоотправителем и продавцом. Он был зачислен в военно-морской резерв.

### Театр и первые роли в кино
После службы Богарт возобновил дружбу с приятелем детства Биллом Брэйди-младшим, отцом которого был театральный продюсер Уильям Алоизиус Брэйди. В конце концов, Богарт был принят на работу в новую компанию Уильяма Брэйди «World Films». Богарт попробовал себя в написании сценариев, режиссуре, продюсировании, но ни в чём не выделился. Недолго он был менеджером сцены в пьесе Элис Брэйди «A Ruined Lady». Несколько месяцев спустя, в 1921 году, он дебютировал на сцене как актёр в роли японского дворецкого в спектакле по пьесе Элис Брэйди «Drifting», произнеся одну строчку текста. Затем последовали роли в других пьесах Элис Брэйди. Богарт наслаждался вниманием, которое он привлекал как актёр. Он утверждал: «Я был прирождённым ленивцем, и это было самое лёгкое из развлечений» (I was born to be indolent and this was the softest of rackets).
Он проводил много времени в спикизи и пристрастился к алкоголю. Возможно, в какой-то ссоре в баре он и повредил губу, что совпадает с описанием Луизы Брукс.
Богарт воспитывался с убеждением, что актёрство — низкое занятие. Он никогда не брал уроки актёрского мастерства, но упорно и настойчиво занимался своим ремеслом. В 1922—1935 годах он появился, по крайней мере, в семнадцати бродвейских постановках. Он играл романтичные роли второго плана в лёгких комедиях. В 1922 году один рецензент назвал его участие в постановке «Свифти» (Swifty) в Playhouse Theatre «убедительным примером плохой актёрской игры». Критик Александр Уолкотт писал о ранних работах Богарта: «Они обычно милостиво описываются как неточные» (Is what is usually and mercifully described as inadequate). Другие обозреватели были добрее. Хейвуд Браун, рецензируя «Nerves», писал: «Игра Хамфри Богарта производит впечатление… она и суха, и свежа, насколько это возможно» (Humphrey Bogart gives the most effective performance…both dry and fresh, if that be possible). Богарт не любил свои ранние, незначительные роли.
В начале своей карьеры, играя в «Drifting», Богарт познакомился с актрисой Хелен Менкен. Они поженились 20 мая 1926 года в Нью-Йорке, развелись 18 ноября 1927 года, но остались друзьями. 3 апреля 1928 года он женился на актрисе Мэри Филипс. Как и у Менкен, у неё был вспыльчивый характер, и, как остальные супруги Богарта, она была актрисой. Он познакомился с Филипс в 1924 году, когда они играли в спектакле «Nerves».
После биржевого краха 1929 года количество сценических постановок резко уменьшилось, и многие актёры направились в Голливуд. Самым первым фильмом Богарта стала короткометражка «Танцующий город» (1928), в котором он сыграл с Хелен Хейс, полная копия фильма утеряна. Он также сыграл с Джоан Блонделл и Рут Эттинг в короткометражке «Broadway’s Like That» (1930), которая была найдена в 1963 году.
Затем Богарт подписал контракт со студией «Fox Film Corporation» за 750 долларов в неделю. Он стал другом и собутыльником серьёзного бродвейского актёра Спенсера Трейси, которым восхищался. Именно Трейси в 1930 году впервые назвал Богарта «Боги» (Bogey; во многих источниках указывается, что сам Богарт писал это прозвище как Bogie). Трейси и Богарт вместе появились на экране лишь однажды — в раннем звуковом фильме Джона Форда «Вверх по реке» (1930), где они играли заключённых. Это был дебютный фильм Трейси. Затем Богарт сыграл эпизодическую роль в драме «Плохая сестра» (1931) с Бетт Дейвис.
В 1930—1935 годах Богарт переезжал из Голливуда в Нью-Йорк и обратно, подолгу оставаясь без работы. Его родители развелись. Отец умер в 1934 году, оставив долги, которые Богарт, в конце концов, оплатил. Богарт унаследовал от отца золотое кольцо, которое носил всегда, даже на съёмках многих фильмов. Только перед смертью отца Богарт рассказал ему, как он его любил.
Второй брак рушился, Богарт впал в депрессию и много пил.

### «Окаменелый лес»
В 1934 году Богарт играл в бродвейском спектакле «Приглашение на убийство» (англ. Invitation to a Murder). Прослушав пьесу, режиссёр и продюсер Артур Хопкинс пригласил Богарта сыграть беглого преступника Дюка Манти в спектакле по пьесе Роберта Шервуда «Окаменелый лес». Хопкинс вспоминал: 
Когда я его увидел, я был несколько обескуражен, поскольку не питал особого уважения к такого рода актёрам. Он был из тех вечных юнцов, что проводят бо́льшую часть своей сценической жизни в белых шортах, размахивая теннисной ракеткой. Казалось, он так далёк от хладнокровного убийцы, что дальше некуда, но его голос, сухой и усталый, был убедителен, и это был голос Манти.Оригинальный текст (англ.)When I saw the actor I was somewhat taken aback, for he was the one I never much admired. He was an antiquated juvenile who spent most of his stage life in white pants swinging a tennis racquet. He seemed as far from a cold-blooded killer as one could get, but the voice (dry and tired) persisted, and the voice was Mantee’s.
В 1935 году спектакль был сыгран в Нью-Йорке 197 раз с Лесли Говардом в главной роли. Комментируя игру Богарта в спектакле, театральный критик Брукс Аткинсон писал в «The New York Times», что на тот момент «Хамфри Богарт сыграл лучшую роль в своей актёрской карьере».
Студия «Warner Bros.» приобрела права на экранизацию пьесы. Студия была известна своими реалистическими низкобюджетными фильмами, и пьеса идеально ей подходила по всем параметрам. К тому же, публика восхищалась настоящими преступниками, такими как Джон Диллинджер и Голландец Шульц. Главные роли предназначались Бетт Дейвис и Лесли Говарду. Говард, пользуясь тем, что ему принадлежат права на производство, дал понять, что в роли Дюка Манти он хочет видеть Хамфри Богарта. Тем не менее студия провела пробы нескольких голливудских ветеранов на эту роль и выбрала Эдварда Г. Робинсона, известность которого, по её расчётам, должна была оправдать его весьма дорогой контракт. Богарт телеграфировал об этом Говарду, который находился в Шотландии. Говард ответил: «Джеку Уорнеру. Настаиваю. Богарт играет Манти. Нет Богарта — нет сделки» (англ. Att: Jack Warner Insist Bogart Play Mantee No Bogart No Deal). Видя, что Говард непреклонен, студия сдалась и отдала роль Богарту. Джек Уорнер, известный своей конфликтностью по отношению к актёрам, пытался заставить Богарта взять псевдоним, но тот наотрез отказался. Богарт не забыл о поступке Лесли Говарда и в 1952 году назвал в честь Лесли, погибшего во время Второй мировой войны, свою единственную дочь — «Лесли Говард Богарт».
Роберт Шервуд остался близким другом Богарта.

### После «Окаменелого леса»
Киноверсия «Окаменелого леса» вышла в 1936 году. Игра Богарта была названа «блестящей», «неотразимой» и «превосходной». Несмотря на успех в фильме категории А, Богарт получил 26-недельный контракт за 550 долларов в неделю и роли гангстеров в криминальных драмах категории B. Богарт был горд успехом, но необходимость играть гангстеров подавляла его.
Роли Богарта были не только скучными, но и выматывающими (на студиях тогда не было кондиционеров). Работа с загруженным графиком не была той беззаботной актёрской жизнью, на которую он надеялся. Тем не менее, он профессионально выполнял свои обязанности, и другие актёры, в основном, уважали его. За годы игры в фильмах категории B актёр развил свой кинообраз — усталого, мужественного, циничного, обаятельного, ранимого, самоироничного, но, по сути, благородного одиночку.
Конфликты Богарта со студией из-за ролей и денег были похожи на такие же конфликты с другими актёрами — Бетт Дейвис, Джеймсом Кэгни, Эрролом Флинном и Оливией де Хэвилленд.
В то время крепла студийная система, которая ограничивала актёра работой на одну студию, и студия «Warner Bros.» не была заинтересована в том, чтобы сделать из Богарта звезду. Перерыв между съёмками фильмов занимал дни или даже часы. Любой актёр, который отказывался от роли, мог быть лишён оплаты. Богарту не нравились роли, выбранные для него, но он продолжал упорно работать. В 1936—1940 годах он снимался, в среднем, в одном фильме каждые два месяца, иногда съёмки происходили одновременно в двух фильмах. Богарт считал, что гардероб студии слишком беден, и часто для съёмок надевал собственные костюмы.
Главные роли в фильмах студии играли не только такие звёзды, как Джеймс Кэгни или Эдвард Г. Робинсон, но и малоизвестные теперь Виктор Маклаглен, Джордж Рафт и Пол Муни. Лучшие сценарии шли к ним, а Богарт довольствовался тем, что оставалось. Заметной стала роль в фильме «Тупик» (1937), где он сыграл персонажа, срисованного с гангстера по прозвищу Малыш Нельсон. Он сыграл много интересных второстепенных ролей, например в фильмах «Ангелы с грязными лицами» (1938). Богарта неоднократно «убивали» в фильмах, в том числе Джеймс Кэгни и Эдвард Г. Робинсон. В «Чёрном легионе» (1937) он играл человека, который разрушает расистскую организацию. Грэм Грин назвал этот фильм «умным и волнующим» (intelligent and exciting).
В 1938 году он сыграл спортивного промоутера в мюзикле «Закружи свою подружку». Позднее он, видимо, считал этот фильм худшим в своей карьере. В 1939 году Богарт сыграл безумного учёного в «Возвращении доктора Икс».
Мэри Филипс в 1935 году отказалась бросить Бродвей, чтобы уехать с Богартом в Голливуд. Она приезжала в Голливуд, но настаивала на продолжении своей работы (она тогда была более крупной звездой, чем Богарт), и в 1937 году супруги решили развестись.
21 августа 1938 года Богарт вступил в свой третий брак — с актрисой Майо Мето, страдавшей паранойей и алкоголизмом. Она была убеждена, что муж обманывает её. Она часто злилась на него, ранила его ножом, чуть не устроила пожар, несколько раз резала вены. Богарт же подшучивал над ней и, казалось, наслаждался конфликтами. Пресса дала им прозвище «Воюющие Богарты» (англ. the Battling Bogarts). «Брак Богарта и Мето был продолжением Гражданской войны» (The Bogart-Methot marriage was the sequel to the Civil War), — сказал их друг, сценарист Джулиус Эпштейн. В это время Богарт купил моторную лодку, которую назвал прозвищем своей жены «Sluggy» (от англ. slug — сильно бить). Несмотря на заявления Богарта, вроде «Мне нравится ревнивая жена», «Мы вместе потому, что не питаем иллюзий друг о друге» и «Я не дал бы и двух центов за женщину без характера», это были губительные отношения.

## Слава

### «Высокая Сьерра»
Фильм 1941 года «Высокая Сьерра» был поставлен режиссёром Раулем Уолшем, сценарий написал друг и собутыльник Богарта Джон Хьюстон по роману Уильяма Барнетта («Маленький Цезарь»). Пол Муни и Джордж Рафт отказались от роли, дав возможность Богарту сыграть персонажа с более сложным характером. Богарт работал с Айдой Лупино, у них были близкие отношения, что провоцировало ревность Майо Мето.
Фильм укрепил личные и профессиональные отношения Богарта и Хьюстона. Богарт восхищался способностям Хьюстона-сценариста. Хотя Богарт плохо учился, он всю жизнь много читал. Он мог цитировать Платона, Александра Поупа, Ральфа Уолдо Эмерсона и Уильяма Шекспира. Он подписывался на журнал «Harvard Law Review». Он восхищался писателями, и среди его близких друзей были сценаристы Натаниель Бенчли, Луис Бромфилд и Наннэлли Джонсон. Богарт, как и Хьюстон, получал наслаждение от напряжённых разговоров и от крепкой выпивки. Оба они обладали мятежным характером и любили ребяческие проделки. Хьюстон восхищался Богартом не только за актёрский талант, но и за умение сосредоточиться на съёмках.

### «Мальтийский сокол»
Джордж Рафт отказался от съёмок в режиссёрском дебюте Джона Хьюстона «Мальтийский сокол», поскольку по контракту не мог сниматься в ремейках. Литературный первоисточник, роман Дэшила Хэммета впервые был опубликован в палп-журнале Black Mask в 1929 году. К тому времени вышло уже две его экранизации: «Мальтийский сокол» (1931) и «Сатана встречает леди» (1936). Вместе с Богартом снимались Сидни Гринстрит, Петер Лорре, Элиша Кук-младший, а также Мэри Астор в роли коварной красавицы.
Богарт получил похвалы за роль частного сыщика Сэма Спейда, а режиссёр — за динамичное действие и скорострельные диалоги. Фильм стал кассовым хитом. Богарт был необычно доволен им, заметив: «Это практически шедевр. У меня не так много вещей, которыми я горжусь… но им я горжусь» (It is practically a masterpiece. I don’t have many things I’m proud of… but that’s one). Считается, что «Мальтийский сокол» стал первым фильмом-нуар, заложив основы этого киножанра.

### «Касабланка»
Первую по-настоящему романтическую роль Богарт получил в фильме 1942 года «Касабланка». Он сыграл Рика Блейна — владельца ночного клуба, скрывающего своё прошлое и вынужденного иметь дело с нацистами, Французским Сопротивлением и режимом Виши. Фильм поставил Майкл Кёртис, продюсировал Хэл Уоллис, а партнёрами Богарта были Ингрид Бергман, Клод Рейнс, Пол Хейнред, Конрад Вейдт, Сидни Гринстрит, Петер Лорре и Дули Уилсон.
В жизни Богарт участвовал в шахматных турнирах и часто играл с членами съёмочной группы. Это была его идея, чтобы Рик Блейн играл в шахматы, которые служили метафорой соперничества между персонажами Богарта и Рейнса. Однако Хенрейд доказал, что он играет лучше.
Магия отношений Богарта и Бергман была результатом хорошей актёрской игры, а не реального увлечения, хотя ревнивая жена Богарта утверждала обратное. Вне кадра актёры почти не разговаривали. Из-за того, что Бергман была выше партнёра, в некоторых сценах Богарт носил ботинки с каблуками высотой 76 мм (3 дюйма). Позднее Бергман говорила: «Я целовала его, но никогда его не знала» (I kissed him but I never knew him).
«Касабланка» была награждена «Оскаром» в 1944 году как лучший фильм. Богарт номинировался как лучший актёр, но его обошёл Пол Лукас с ролью в «Дозоре на Рейне». И всё же «Касабланка» стала триумфом Богарта. Благодаря этому фильму Богарт перепрыгнул с четвёртого места на первое в списках звёзд студии, обогнав Джеймса Кэгни, и теперь получал вдвое больший гонорар. В 1946 году он зарабатывал 460 тысяч долларов в год, став самым высокооплачиваемым актёром в мире.
«Касабланка» занимает верхние строчки в двух версиях списка ста лучших американских фильмов, которые были составлены Американским институтом кинематографа. В 1998 году она заняла второе место, уступив «Гражданину Кейну», а в 2007 году — третье место после «Гражданина Кейна» и «Крёстного отца». А в списке ста самых страстных фильмов «Касабланка» стоит на первом месте.

## Богарт и Бэколл

### Знакомство
Богарт встретил Лорен Бэколл во время съёмок в фильме «Иметь и не иметь» (1944), очень вольной адаптации романа Эрнеста Хемингуэя. Фильм имел много схожего с «Касабланкой» — те же враги, тот же тип героя и даже пианист — друг главного героя (его сыграл Хоги Кармайкл).
Когда они встретились, Бэколл было девятнадцать, а Богарту — сорок пять. Он называл её «Малышкой» (Baby). Бэколл работала моделью с шестнадцати лет и сыграла в двух провалившихся спектаклях. Богарта привлекали в Бэколл высокие скулы, зелёные глаза, светлые волосы, стройная фигура, уравновешенность, практичность и откровенная честность. Их эмоциональная связь была очень сильна с самого начала, а разница в возрасте и актёрском опыте создавала дополнительные отношения учитель-ученик. В противоположность голливудской норме, это были первые отношения Богарта с актрисой, играющей главную роль. Богарт был ещё женат, и его первые встречи с Бэколл были короткие и осторожные, а во время разлуки они писали друг другу пылкие любовные письма.
Режиссёр Говард Хоукс не одобрял этих отношений. Хоукс сам считал себя учителем и защитником, а Богарт узурпировал эту роль. Хоукс тоже был увлечён Бэколл (обычно он избегал своих актрис, к тому же он был женат). Хоукс говорил ей, что она ничего не значит для Богарта и даже пугал тем, что отправит её на «Monogram» — худшую студию Голливуда. Богарт успокаивал её. Джек Уорнер разрешил споры, и съёмки возобновились. Из ревности Хоукс говорил о Бэколл: «Боги влюбился в персонаж, которого она сыграла, поэтому ей придётся играть его всю оставшуюся жизнь» (Bogie fell in love with the character she played, so she had to keep playing it the rest of her life).

### «Глубокий сон»
Через несколько месяцев Богарт и Бэколл снова встретились на съёмках нуара «Глубокий сон» по сценарию Уильяма Фолкнера, основанного на одноимённом романе Рэймонда Чандлера. Чандлер восхищался игрой Богарта: «Богарт может быть крутым без оружия. А ещё у него есть чувство юмора, в котором скрывается оттенок презрения» (Bogart can be tough without a gun. Also, he has a sense of humor that contains that grating undertone of contempt).
Богарт ещё разрывался между своей новой любовью и супружеским долгом. Настроения на площадке были сложными, оба актёра были эмоционально истощены, Богарт пытался найти способы решения своей дилеммы. Диалоги снова были полны сексуальных намёков, а Богарт был убедителен в роли частного сыщика Филипа Марлоу. Фильм был очень успешен, хотя некоторые критики посчитали сюжет слишком запутанным.

### Свадьба
Бракоразводный процесс начался в феврале 1945 года. 21 мая 1945 года Богарт и Бэколл сыграли свадьбу в Огайо, в доме близкого друга Богарта — сценариста Луиса Бромфилда.
Богарт и Бэколл поселились в особняке за 160 тысяч долларов в Холмби-Хиллс в Лос-Анджелесе. Брак оказался счастливым, хотя возникали некоторые напряжённости из-за несхожести супругов. Он был домосед, а она любила ночную жизнь. Он любил море, а она страдала морской болезнью. Бэколл позволяла Богарту проводить уикэнды на его лодке. Иногда напряжение возникало из-за пьянства Богарта.
6 января 1949 года Лорен Бэколл родила Стивена Хамфри Богарта. Стивен был назван в честь персонажа Богарта в «Иметь и не иметь». Стивен станет писателем и биографом. 23 августа 1952 года родился второй ребёнок — девочка Лесли Говард Богарт, названная в честь английского актёра Лесли Говарда.

## Поздняя карьера
Огромный успех «Касабланки» повлиял на карьеру Богарта. Несмотря на улучшившееся положение, по контракту он пока не мог отказываться от ролей, поэтому, получив плохой сценарий, долго спорил со студией, как это было с фильмом «Конфликт» (1945). В 1943—1944 годах Богарт сотрудничал с общественной организацией United Service Organizations, которая поддерживала американских солдат, и вместе с тогдашней женой Майо Мето побывал в Италии и Северной Африке, в том числе в Касабланке.

### «Сокровища Сьерра-Мадре»
Заключив в 1947 году новый контракт, по которому он имел права отказываться от некоторых сценариев и право создать отдельную продюсерскую компанию, Богарт снова объединил силы с Джоном Хьюстоном в фильме «Сокровища Сьерра-Мадре» — истории о трёх золотоискателях, которая разворачивалась в Мексике. Богарт сыграл Фреда Си Доббса, алчность которого привела к самым трагическим последствиям. При отсутствии какой-либо любовной линии и хеппи-энда фильм считался рискованным проектом. Позднее Богарт сказал о партнёре по съёмкам (и отце Джона Хьюстона) Уолтере Хьюстоне: «Возможно, это единственный актёр в Голливуде, которому я с радостью позволил бы себя переиграть» (He’s probably the only performer in Hollywood to whom I’d gladly lost a scene). На съёмках предыдущего фильма «Чёрная полоса» Богарт стремительно облысел из-за алкоголизма и недостатка витамина B, поэтому в «Сокровищах…» ему пришлось носить парик.
Фильм создавался в ужасных условиях и был отмечен величайшим реализмом. Джон Хьюстон получил за него два «Оскара» — за режиссуру и сценарий, а Уолтер Хьюстон — «Оскар» как лучший актёр второго плана, но фильм имел посредственные кассовые сборы. Богарт жаловался: «Умный сценарий, прекрасно срежиссирован… что-то особенное… и такой холодный приём у публики» (An intelligent script, beautifully directed—something different—and the public turned a cold shoulder on it).

### Комиссия по расследованию антиамериканской деятельности
Богарт, либерал по убеждениям, был в числе организаторов делегации в Вашингтон, названной Комитетом по защите Первой поправки и выступившей против Комиссии по расследованию антиамериканской деятельности, которая преследовала голливудских актёров и сценаристов. В марте 1948 года Богарт написал статью «Я не коммунист» (I’m No Communist) для журнала «Photoplay», в которой дистанцировался от Голливудской десятки. Богарт писал: «Мы не поддерживали десятерых человек, которые были названы Комиссией по расследованию антиамериканской деятельности» (The ten men cited for contempt by the House Un-American Activities Committee were not defended by us).

### «Santana Productions»
В 1948 году Богарт создал собственную продюсерскую компанию «Santana Productions», названную в честь его парусной яхты (кроме того, яхта с таким названием фигурировала в фильме 1948 года «Ки-Ларго»). Контракт Богарта позволял создавать собственную компанию, что привело в ярость Джека Уорнера, боявшегося, что другие звёзды поступят так же, и студии-мейджоры потеряют свою власть. Однако студии уже находились под большим давлением не только из-за таких актёров-фрилансеров, как Богарт, Джеймс Стюарт, Генри Фонда и других, но также из-за телевидения и антимонопольного законодательства. Последними фильмами Богарта для «Warner Bros.» стали «Молния» и «Насаждающий закон».
Богарт снялся в нескольких фильмах своей компании: «Стучись в любую дверь» (1949), «Токийский Джо» (1949), «В укромном месте» (1950), «Сирокко» (1951) и «Победить дьявола» (1954). Хотя большинство этих фильмов получили плохую кассу, что привело к закрытию «Santana Productions», по крайней мере два из них до сих пор не забыты. «В укромном месте» сейчас признанный шедевр нуара. Богарт играет вспыльчивого сценариста Диксона Стила, который подозревается в убийстве и влюбляется в неудавшуюся актрису, сыгранную Глорией Грэм. Многие биографы Богарта согласны, что эта роль ближе всего к личности Богарта, и называют её в числе лучших его работ.
«Победить дьявола» — последний совместный фильм Богарта и его близкого друга и любимого режиссёра Джона Хьюстона. Соавтором сценария стал Трумен Капоте. Это пародия на «Мальтийского сокола», рассказывающая о группе аморальных жуликов, которые охотятся за недоступным сокровищем, на сей раз за ураном.
В 1955 году Богарт продал свою долю акций компании «Columbia» за 1 млн долларов.

### «Африканская королева»
В 1951 году Богарт вместе с Кэтрин Хепбёрн снялся в фильме своего друга Джона Хьюстона «Африканская королева». Когда продюсер Сэм Шпигель отправил Кэтрин Хепбёрн роман Сесила Скотта Форестера, она предложила на главную мужскую роль Богарта, твёрдо уверенная, что «он единственный человек, который сможет сыграть эту роль» (he was the only man who could have played that part). Любовь Хьюстона к приключениям, возможность поработать с Хепбёрн и предыдущее успешное сотрудничество с Хьюстоном убедили Богарта оставить комфортабельные условия Голливуда ради тяжёлых съёмок в Бельгийском Конго в Африке. Богарт должен был получить 30 % прибыли, а Хепбёрн — 10 %. Звёзды встретились в Лондоне.
Бэколл ехала с Богартом, оставив маленького ребёнка. Богарт начал с поездки по Европе, во время которой встретился с папой римским Пием XII. Вся съёмочная группа заразилась дизентерией, за исключением Богарта и Хьюстона, которые питались консервами и пили алкогольные напитки. Богарт объяснял: «Я ел только печёные бобы, консервированную спаржу и шотландский виски. Всякий раз, как муха кусала Хьюстона или меня, она валилась замертво» (All I ate was baked beans, canned asparagus and Scotch whisky. Whenever a fly bit Huston or me, it dropped dead). Хепбёрн, не употреблявшая алкоголь, тяжело переживала съёмки, потеряла вес и однажды серьёзно заболела. Богарт сопротивлялся требованиям Хьюстона использовать настоящих пиявок в ключевой сцене, где Богарт тащит лодку через болото. Съёмочная группа была истощена болезнями, вторжениями муравьёв, плохой едой и водой, нападением бегемотов, свирепой жарой, изоляцией и пожаром на лодке.
«Африканская королева» стала первым фильмом системы Technicolor, в котором появился Богарт. Примечательно, что он снялся лишь в нескольких цветных картинах: кроме «Африканской королевы», это «Бунт на «Кейне»», «Босоногая графиня», «Мы не ангелы» и «Левая рука бога».
В 1952 году за роль Чарли Оллната Богарт получил своего единственного «Оскара» за лучшую мужскую роль. Богарт считал, что это лучшая роль в его карьере. Богарт советовал Клер Тревор, когда её номинировали за «Ки-Ларго»: «Просто скажи, что сделала всё сама и никого не благодари» (Just say you did it all yourself and don’t thank anyone). Но когда сам Богарт получил «Оскара», он сказал: «Это долгий путь — от Бельгийского Конго до сцены в этом театре. Здесь намного приятнее. Спасибо вам большое. Никто не добился бы этого в одиночку. Как в теннисе, нужен хороший оппонент или партнёр для того, чтобы стать лучше. Джон и Кэти помогли мне оказаться здесь» (It’s a long way from the Belgian Congo to the stage of this theatre. It’s nicer to be here. Thank you very much…No one does it alone. As in tennis, you need a good opponent or partner to bring out the best in you. John and Katie helped me to be where I am now).

### Последние роли
Богарт снизил свой гонорар, чтобы сняться в роли капитана Куига в фильме Эдварда Дмитрыка «Бунт на «Кейне»», поскольку чувствовал что-то общее с персонажем. Несмотря на успешность, ему всё ещё приходилось воевать со студией, а его здоровье начало ухудшаться.
Капитан Куиг во многом походил на персонажей из «Мальтийского сокола», «Касабланки» и «Глубокого сна» — осторожный одиночка, который никому не доверяет — но у него не было чувства юмора, которое делало тех персонажей такими привлекательными. Как и в «Сокровищах Сьерра-Мадре», его персонаж был жалеющим себя параноиком, и эти качества постепенно разрушали его. Три месяца спустя после выхода фильма Богарт появился в костюме Куига на обложке журнала «Time», а в это время на Бродвее шла театральная версия, где ту же роль играл Генри Фонда.
Билли Уайлдер, режиссёр «Сабрины», не имея возможности пригласить Кэри Гранта, выбрал Богарта на роль персонажа, который борется со своим младшим братом-плейбоем (Уильям Холден) за внимание «золушки» Сабрины (Одри Хепбёрн). Богарт не испытывал энтузиазма от такой роли, но согласился, даже не видя окончательного сценария. Но отношения актёра с режиссёром и партнёрами по площадке не сложились. Богарт жаловался на сценарий и на то, что Уайлдер больше обращал внимания на Хепбёрн и Холдена на съёмках и вне съёмок. Главная проблема заключалась в том, что Уайлдер был полной противоположностью Джона Хьюстона — любимого режиссёра Богарта. Богарт говорил прессе, что Уайлдер «что-то вроде прусского немца с кнутом. Он относится к тому типу режиссёров, с которыми я не люблю работать… эта картина — кувшин с дерьмом» (is the kind of Prussian German with a riding crop. He is the type of director I don’t like to work with… the picture is a crock of crap). Несмотря на это, фильм был успешен. «The New York Times» написала о Богарте: «Он невероятно ловок… мастерство, с которым он смешивает шутки и мужественную трогательность, — это одно из бесчисленных удовольствий, полученных от этого представления» (He is incredibly adroit… the skill with which this old rock-ribbed actor blend the gags and such duplicities with a manly manner of melting is one of the incalculable joys of the show).
«Босоногая графиня», снятая Джозефом Манкевичем в 1954 году в Риме, принесла Богарту одну из самых тонких ролей. Богарт снова играет сломленного жизнью человека, режиссёра, который спасает свою карьеру, делая звезду из танцовщицы фламенко (Ава Гарднер), прототипом которой стала Рита Хейворт. Богарту было нелегко с Гарднер, поскольку она только что разошлась с его приятелем Фрэнком Синатрой и встречалась с тореадором Луисом Мигелем Домингином. Богарт говорил ей: «Половина женщин мира бросилась бы к ногам Фрэнка, а ты крутишься вокруг парней, которые носят накидки и маленькие балетные тапочки» (Half the world’s female population would throw themselves at Frank’s feet and here you are flouncing around with guys who wear capes and little ballerina slippers). Он также говорил о её актёрской неопытности. Игра Богарта была признана лучшим, что есть в фильме. Во время съёмок, пока Бэколл находилась дома, Богарт флиртовал с Веритой Петерсон, его многолетней студийной ассистенткой, с которой он катался под парусом и выпивал. Но когда Бэколл неожиданно появилась на площадке и увидела их вместе, она отнеслась к этому спокойно.
Богарт поддерживал актёров, особенно тех, кто находился в Чёрном списке, терпел неудачи или переживал личные проблемы. Во время съёмок «Левой руки бога» (1955) он опекал Джин Тирни, переживавшей тяжёлые времена. Она была близка к душевной болезни, и Богарт уговаривал её начать лечение. Он также настаивал на том, чтобы Джоан Беннетт играла с ним в фильме «Мы не ангелы», когда она стала персоной нон грата из-за скандала с Джеком Уорнером.
В 1955 году Богарт снялся в трёх фильмах: «Мы не ангелы» Майкла Кёртиса, «Левая рука бога» Эдварда Дмитрыка и «Часы отчаяния» Уильяма Уайлера. Последним фильмом стала спортивная драма Марка Робсона «Тем тяжелее падение» (1956).

### Работа на телевидении и радио
Богарт редко появлялся на телевидении. Тем не менее, вместе с Лорен Бэколл он участвовал в телепрограмме «Person to Person», а также снимался в комедийном сериале «The Jack Benny Show». Богарт и Бэколл снялись в телеверсии «Окаменелого леса» (1955) для канала NBC, но сохранилась только чёрно-белая версия.
Богарт исполнил свои самые известные роли в радиоверсиях «Касабланки» и «Мальтийского сокола». Кроме того, они с Бэколл участвовали в сериале «Bold Venture».

## The Rat Pack
Богарт был сооснователем группы «Rat Pack». Весной 1955 года, после длительной вечеринки в Лас-Вегасе с участием Фрэнка Синатры, Джуди Гарленд, Сидни Люфта, Майкла Романоффа и его жены Глории, Дэвида Нивена, Энджи Дикинсон и других, Лорен Бэколл заметила: «Вы выглядите, как чёртова стая крыс» (You look like a goddamn rat pack).
Формально «Rat Pack» появились в ресторане «Romanoff’s» в Беверли-Хиллс. Синатра был назван Лидером стаи (Pack Leader), Бэколл — Матерью логова (Den Mother), Богарт — Директором по общественным связям (Director of Public Relations), а Сидни Люфт — Управляющим клетки (Acting Cage Manager). Когда журналист Эрл Уилсон спросил, какова цель группы, Бэколл ответила: «Пить много бурбона и допоздна не ложиться спать» (To drink a lot of bourbon and stay up late).

## Шахматы
Богарт был превосходным шахматным игроком. До того как он начал зарабатывать актёрским трудом, он часто бывал среди шахматистов, играющих на мелочь в нью-йоркских парках. В первоначальном сценарии «Касабланки» не было эпизода с шахматами, он был добавлен по настоянию Богарта. Он добился ничьей в сеансе одновременной игры, которую провёл в 1955 году в Беверли-Хиллс гроссмейстер Самуэль Решевский и играл против Джорджа Колтановского в Сан-Франциско в 1952 году.
Богарт был турнирным директором Шахматной федерации США, участвовал в работе Шахматной федерации штата Калифорния и часто посещал Голливудский шахматный клуб. В 1945 году на обложке журнала «Chess Review» появилась фотография Богарта, играющего против актёра Шарля Буайе. Когда в июне 1945 в интервью журналу «Silver Screen» его спросили, что имеет для него самое большое значение в жизни, он ответил, что один из его главных интересов — это шахматы. Он добавил, что играет в шахматы почти каждый день, особенно в перерыве между съёмками. Он любил играть всю жизнь.

## Смерть
К середине 1950-х здоровье Богарта было подорвано. Богарт создал новую продюсерскую компанию для своего нового фильма «Melville Goodwin, U.S.A.» Его кашель и сложности с принятием пищи стали столь серьёзными, что не обращать на них внимания стало просто невозможно и он бросил проект. Фильм был переименован в «Сверхсекретное дело», и в нём снялись Кирк Дуглас и Сьюзен Хейворд.
Богарт заболел раком пищевода. Он почти не мог говорить, но отказывался обращаться к врачу до января 1956 года. Диагноз был поставлен несколько недель спустя, и болезнь уже нельзя было остановить.

Кэтрин Хепбёрн и Спенсер Трейси приходили повидать его. Частым посетителем был Фрэнк Синатра. Богарт был слишком слаб, чтобы ходить по лестнице. Он шутил: 
Положите меня на кухонный подъёмник, и я с шиком спущусь на первый этаж.Оригинальный текст (англ.)Put me in the dumbwaiter and I’ll ride down to the first floor in style.

Для передвижения он использовал инвалидную коляску. Хепбёрн в интервью описала последний раз, когда они с Трейси видели Богарта (в ночь перед тем, как Богарт умер): 
Спенс похлопал его по плечу и сказал: «Спокойной ночи, Боги». Боги спокойно повернулся к Спенсу, с милой улыбкой покрыл его ладонь своей и сказал: «Бывай, Спенс». Сердце Спенса замерло. Он понял.Оригинальный текст (англ.)Spence patted him on the shoulder and said, «Goodnight, Bogie». Bogie turned his eyes to Spence very quietly and with a sweet smile covered Spence's hand with his own and said, «Goodbye, Spence». Spence's heart stood still. He understood.
Богарт умер 14 января 1957 года после того, как впал в кому. В момент смерти он весил 36 килограммов. Он умер в 2:25 ночи в своём доме на Меплтон-Драйв, 232 в Холмби-Хиллс. На скромных похоронах звучала музыка любимых композиторов Богарта — Иоганна Себастьяна Баха и Клода Дебюсси. На похоронах присутствовали актёры Кэтрин Хепбёрн, Спенсер Трейси, Дэвид Нивен, Рональд Рейган, Джеймс Мейсон, Дэнни Кей, Джоан Фонтейн, Марлен Дитрих, Эррол Флинн, Грегори Пек и Гэри Купер, режиссёры Билли Уайлдер и Джон Хьюстон, продюсер Джек Уорнер. Бэколл просила Трейси произнести речь, но он был слишком расстроен. Речь произнёс Джон Хьюстон, который напомнил собравшимся, что хотя жизнь Богарта оборвалась слишком рано, но она была насыщенной.

Тело Богарта кремировали в Глендейле. Его похоронили на кладбище Форест-Лаун с маленьким золотым свистком, который он подарил Лорен Бэколл до того, как они поженились. Это была отсылка к их первому фильму «Иметь и не иметь», где прозвучала реплика: 
Если тебе что-нибудь понадобится, только свистни.Оригинальный текст (англ.)If you want anything, just whistle.

## Избранная фильмография
| Год  |   | Русское название                  | Оригинальное название            | Роль                                    |
| ---- | - | --------------------------------- | -------------------------------- | --------------------------------------- |
| 1930 | ф | Вверх по реке                     | Up the River                     | Стив Джордан                            |
| 1931 | ф | Плохая сестра                     | The Bad Sister                   | Валентин Корлисс                        |
| 1932 | ф | Трое в паре                       | Three on a Match                 | Харв                                    |
| 1934 | ф | Полночь. Смертельный приговор     | Midnight                         | Гар Бони                                |
| 1936 | ф | Окаменелый лес                    | The Petrified Forest             | Дюк Мэнти                               |
| 1936 | ф | Пулями или голосами               | Bullets or Ballots               | Ник «Багс» Феннер                       |
| 1937 | ф | Чёрный легион                     | Black Legion                     | Фрэнк Тейлор                            |
| 1937 | ф | Меченая женщина                   | Marked Woman                     | Дэвид Грэм                              |
| 1937 | ф | Кид Галахад                       | Kid Galahad                      | Тёрки Морган                            |
| 1937 | ф | Тупик                             | Dead End                         | Хью «Мордашка» Мартин                   |
| 1937 | ф | Сан-Квентин                       | San Quentin                      | Джо «Ред» Кеннеди                       |
| 1938 | ф | Удивительный доктор Клиттерхаус   | The Amazing Dr. Clitterhouse     | «Рокс» Вэлентайн                        |
| 1938 | ф | Ангелы с грязными лицами          | Angels with Dirty Faces          | Джеймс Фрэйзир                          |
| 1939 | ф | Победить темноту                  | Dark Victory                     | Майкл О'Лири                            |
| 1939 | ф | Судьба солдата в Америке          | The Roaring Twenties             | Джордж Холли                            |
| 1939 | ф | Возвращение доктора Икс           | The Return of Doctor X           | доктор Морис Ксавье ака Маршалл Кене    |
| 1939 | ф | Невидимые полосы                  | Invisible Stripes                | Чак Мартин                              |
| 1939 | ф | Преступление тебе с рук не сойдёт | You Can't Get Away with Murder   | Фрэнк Уилсон                            |
| 1940 | ф | Они ехали ночью                   | They Drive by Night              | Пол Фабрини                             |
| 1941 | ф | Высокая Сьерра                    | High Sierra                      | Рой Эрл                                 |
| 1941 | ф | Мальтийский сокол                 | The Maltese Falcon               | Сэм Спейд                               |
| 1941 | ф | На протяжении всей ночи           | All Through the Night            | Альфред «Главс» Донахью                 |
| 1942 | ф | Крутой парень                     | The Big Shot                     | Джозеф «Дюк» Бёрн                       |
| 1942 | ф | Через океан                       | Across the Pacific               | Рик Лиланд                              |
| 1942 | ф | Касабланка                        | Casablanca                       | Рик Блейн                               |
| 1943 | ф | Сахара                            | Sahara                           | сержант Джо Ганн                        |
| 1943 | ф | Путь в Марсель                    | Passage to Marseille             | Жан Матрак                              |
| 1944 | ф | Иметь и не иметь                  | To Have and Have Not             | Гарри «Стив» Морган                     |
| 1945 | ф | Конфликт                          | Conflict                         | Ричард Мэйсон                           |
| 1946 | ф | Глубокий сон                      | The Big Sleep                    | Филип Марлоу                            |
| 1947 | ф | Рассчитаемся после смерти         | Dead Reckoning                   | капитан «Рип» Мердок                    |
| 1947 | ф | Чёрная полоса                     | Dark Passage                     | Винсент Пэрри                           |
| 1948 | ф | Сокровища Сьерра-Мадре            | The Treasure of the Sierra Madre | Фред С. Доббс                           |
| 1948 | ф | Ки-Ларго                          | Key Largo                        | Фрэнк Макклауд                          |
| 1949 | ф | Стучись в любую дверь             | Knock on Any Door                | Эндрю Мортон                            |
| 1949 | ф | Токийский Джо                     | Tokyo Joe                        | Джозеф «Джо» Барретт                    |
| 1950 | ф | Молния                            | Chain Lightning                  | полковник Мэттью «Мэтт» Бреннан         |
| 1950 | ф | В укромном месте                  | In a Lonely Place                | Диксон Стил                             |
| 1951 | ф | Насаждающий закон                 | The Enforcer                     | Мартин Фергюсон                         |
| 1951 | ф | Африканская королева              | The African Queen                | Чарли Оллнат                            |
| 1952 | ф | Криминальная полоса в прессе США  | Deadline - U.S.A.                | Эд Хатчесон                             |
| 1953 | ф | Посрами дьявола                   | Beat the Devil                   | Билли Даннройтер                        |
| 1954 | ф | Бунт на «Кейне»                   | The Caine Mutiny                 | лейтенант-коммандер Филип Фрэнсис Куигг |
| 1954 | ф | Сабрина                           | Sabrina                          | Лайнус Лэрраби                          |
| 1954 | ф | Босоногая графиня                 | The Barefoot Contessa            | Гарри Доус                              |
| 1955 | ф | Мы — не ангелы                    | We’re No Angels                  | Джозеф                                  |
| 1955 | ф | Левая рука Бога                   | The Left Hand of God             | Джеймс «Джим» Кармоди                   |
| 1955 | ф | Часы отчаяния                     | The Desperate Hours              | Гленн Гриффин                           |
| 1956 | ф | Тем тяжелее падение               | The Harder They Fall             | Эдди Уиллис                             |

## Награды
21 августа 1946 года Богарт оставил следы своих рук и ног на цементе в церемонии у Китайского театра Граумана. 8 февраля 1960 года, после смерти Богарта, в честь него была заложена звезда на голливудской «Аллее славы».
В течение своей карьеры Богарт номинировался на разные премии, включая премию BAFTA в 1952 году как лучшему иностранному актёру за фильм «Африканская королева». Богарт трижды номинировался на премию «Оскар» и один раз выиграл.
- 1943 — премия «Оскар» за лучшую мужскую роль — номинация («Касабланка»)
- 1951 — премия «Оскар» за лучшую мужскую роль — лауреат («Африканская королева»)
- 1954 — премия «Оскар» за лучшую мужскую роль — номинация («Бунт на „Кейне“»)

## Память
В конце 1950-x кинотеатр Brattle Theatre города Кембридж (Массачусетс) основал традицию демонстрировать фильмы с участием Богарта в течение недели выпускных экзаменов в Гарвардском университете, породив так называемый «культ Боги»: поклонники актёра нередко приходили на сеансы в костюмах богартовских героев и слово в слово цитировали реплики и диалоги Богарта.
«На последнем дыхании» (1960) Жана Люка Годара стал первым фильмом, где была отдана дань уважения Богарту. Призрак Богарта появляется в комедии «Сыграй ещё раз, Сэм» (1972).
В 1980 году на киноэкраны вышел американский фильм «Человек с лицом Богарта», в котором главный герой, частный детектив и поклонник Богарта, меняет своё лицо, чтобы быть похожим на своего кумира.
В 1997 году журнал «Entertainment Weekly» назвал его легендой номер один в истории кино. В 1999 году Американский институт киноискусства назвал его лучшим актёром в истории американского кино.
В 1997 году Почтовая служба США выпустила марки с Богартом в серии «Легенды Голливуда».

## Цитаты
Богарт пять раз упомянут в составленном Американским институтом киноискусства списке ста лучших цитат — больше, чем любой другой актёр:
- 5-е место: «Вот смотрю на тебя, малыш» (англ. Here’s looking at you, kid) — «Касабланка»
- 14-е место: «Это то, из чего сотканы мечты» (англ. The stuff that dreams are made of) — «Мальтийский сокол»
- 20-е место: «Луи, я думаю, это начало прекрасной дружбы» (англ. Louis, I think this is the beginning of a beautiful friendship) — «Касабланка»
- 43-е место: «У нас всегда будет Париж» (англ. We’ll always have Paris) — «Касабланка»
- 67-е место: «Из всех забегаловок во всех городах всего мира она выбрала именно мою» (англ. Of all the gin joints in all the towns in all the world, she walks into mine) — «Касабланка»